# Jean-Joseph Bellel
Jean-François-Joseph Bellel, né le 28 janvier 1816 à Paris et mort le 13 novembre 1898 dans le 9e arrondissement de Paris, est un artiste peintre français.

## Biographie
Fils d’un architecte, Jean-Joseph François Bellel étudie la peinture de 1832 à 1835 dans l’atelier du peintre Pierre Justin Ouvrié. Il n'entre ensuite à l'École des beaux-arts de Paris qu'en 1845.
Il débute au Salon de 1836 et y exposera par la suite régulièrement, notamment, en 1863, Solitude et, en 1876, Arabes à la recherche de campement et Ravine de Gironde près de Châteldon. Il expose également à Vienne et à Londres, ce qui lui vaut des médailles.
Il effectue plusieurs voyages en Italie et en Algérie.
Bellel reçoit de nombreuses commandes officielles. Son tableau Caravane arabe se trouvait au Palais de l'Élysée à Paris. Le Sénat conserve une tapisserie des Gobelins dont il conçoit le carton, et il peint deux grands panneaux pour l’hôtel de ville de Paris : Bords de Marne à Champigny et Vue d’Arcueil, détruits lors de l'incendie de la Commune de Paris, et dont les esquisses sont conservées au musée Carnavalet à Paris.
Il est aussi connu pour ses tableaux orientalistes : Rue de Constantine, Oasis au Sahara, Oasis de Tolga ou Route de Médéah à Raghar.  
En 1860, Bellel réalise un album de vingt dessins au fusain qu'il offre à Napoléon III par le biais du conseil général des Vosges, avec un texte de son ami Théophile Gautier. Il est également ami du peintre Prosper Marilhat.
Décoré de la Légion d’honneur en 1860, Bellel reçoit le prix Jean Reynaud en 1897.
Il avait un atelier au no 10 de la rue Jean-Baptiste-Say à Paris.

## Élèves
- Auguste Bougourd (1830-1917),
- Théophile-Narcisse Chauvel (1831-1909), élève des beaux-arts en 1854 et second prix de Rome de paysage historique la même année.

## Œuvres dans les collections publiques
- Chartres, musée des Beaux-Arts :
  - Vue prise aux environs de Naples, toile, 57 × 95 cm, 1854[7].
- Reims, musée des Beaux-Arts :
  - Deux dromadaires montés et un homme à pied, Lavis d’encre et crayon noir sur papier, 11,5 x 19,7 cm.

## Galerie

Œuvres de Jean-Joseph Bellel
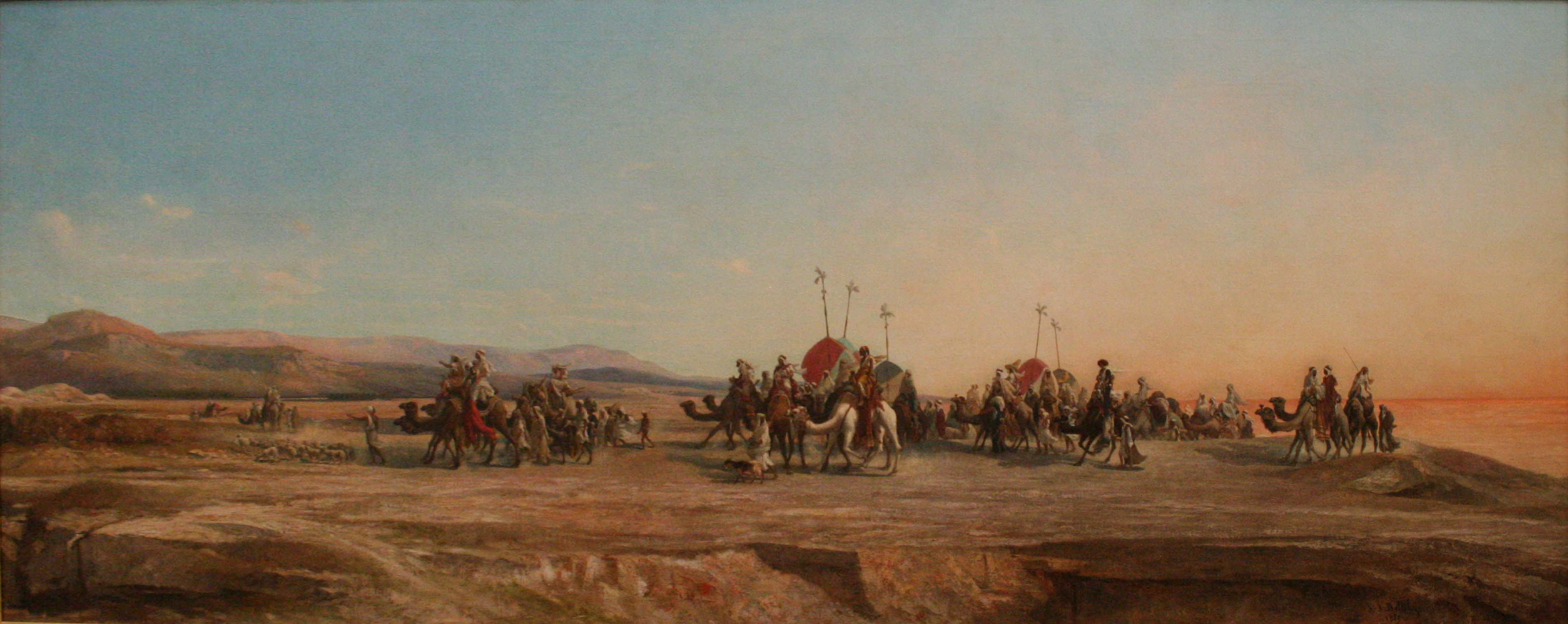
Nezla d'Ouargla : Recherche d'un campement, Montpellier, musée Fabre.
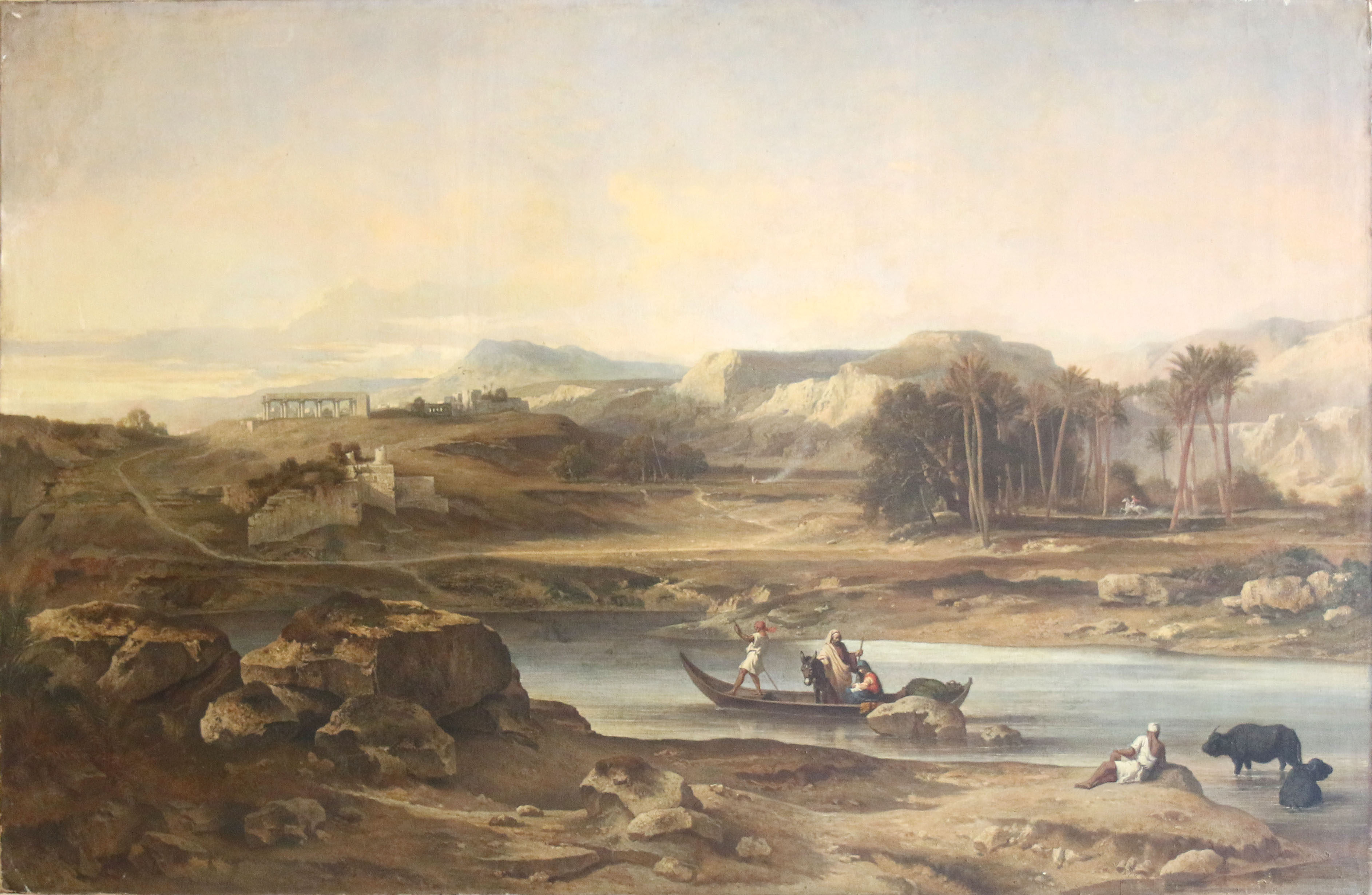
La Fuite en Égypte, Carpentras, musée Comtadin-Duplessis.